# Porcataraneus
Porcataraneus is een geslacht van spinnen uit de  familie van de wielwebspinnen (Araneidae).

## Soorten
De volgende soorten zijn bij het geslacht ingedeeld:
- Porcataraneus bengalensis (Tikader, 1975)>[1]
  - = Chorizopes bengalensis Tikader, 1975[3]
- Porcataraneus cruciatus Mi & Peng, 2011[1]
- Porcataraneus nanshenensis (Yin, Wang, Xie & Peng, 1990)[1]
  - = Araneus nanshanensis Yin, Wang, Xie & Peng, 1990[4]